# Trần Đức Thuận
Trần Đức Thuận (sinh ngày 20 tháng 9 năm 1968) là một chính khách người Việt Nam, tướng lĩnh Quân đội nhân dân Việt Nam, cấp bậc Thiếu tướng. Ông hiện là Phó Viện trưởng Viện Kiểm sát Quân sự Trung ương, Đại biểu Quốc hội Việt Nam khóa 15 của đoàn đại biểu Khánh Hòa, Ủy viên thường trực của Ủy ban Quốc phòng và An ninh Quốc hội.

## Xuất thân
Trần Đức Thuận sinh ngày 20 tháng 9 năm 1968, tại xã Hưng Tây, huyện Hưng Nguyên, tỉnh Nghệ An.

## Sự nghiệp
Từ tháng 8 năm 1986 đến tháng 9 năm 1989, ông học tập tại trường Sĩ quan Pháo binh và được phong hàm Trung úy sau khi tốt nghiệp loại giỏi. Trong thời gian học tập tại trường, ngày 22 tháng 12 năm 1987, ông được kết nạp vào Đảng Cộng sản Việt Nam. Sau khi ra trường, ông trở thành Trung đội trưởng và Trợ lý tuyên huấn cho Trung đoàn E4 thuộc đơn vị f968 của Quân khu 4. Hai năm sau, ông tiếp tục theo Thạc sĩ tại trường Đại học Luật Hà Nội và tốt nghiệp vào tháng 11 năm 1993.
Tháng 12 cùng năm, ông trở thành Cán bộ Kiểm sát của Viện Kiểm sát quân sự tỉnh Nghệ An. Trong thời gian này, ông tiếp tục được cử đi học lớp Nghiệp vụ Kiểm sát tại trường Cao đẳng Kiểm sát Hà Nội. Đến tháng 5 năm 1994, ông được thăng làm Trợ lý tổng hợp của Viện kiểm sát quân sự Quân khu 4. Tháng 8 năm 1998, ông chính thức trở thành Kiểm sát viên. Trong khoảng thời gian từ 2003 đến 2006, ông trở thành Trưởng ban Kế hạch tổng hợp hành chính và được cử đi học Lớp đào tạo Cán bộ cấp Trung - Sư đoàn tại Học viện Chính trị Quân sự.
Tháng 3 năm 2006, Trần Đức Thuận trở thành Viện trưởng kiêm Bí thư chi bộ Viện kiểm sát Quân sự khu vực 41 thuộc Quân khu 4. Đến tháng 1 năm 2015, ông trở thành Phó Bí thư Đảng ủy, Phó Viện trưởng Viện Kiểm sát Quân sự Quân khu 4. Chỉ 4 tháng sau, ông thăng chức làm Bí thư Đảng ủy, Viện trưởng Viện Kiểm sát Quân sự Quân khu 4 kiêm Đảng ủy viên Đảng ủy Cục Chính trị.
Tháng 4 năm 2020, ông được bổ nhiệm làm Phó Viện trưởng Viện Kiểm sát Quân sự Trung ương kiêm Ủy viên Ban thường vụ Đảng ủy. Lúc bấy giờ, ông mang hàm Đại tá. Một năm sau, tháng 4 năm 2021, ông được 100% cử tri nơi cư trú giới thiệu ứng cử Đại biểu Quốc hội Việt Nam khóa 15. Cũng trong thời gian này, ông được Chủ tịch nước phong hàm Thiếu tướng. Tháng 6 cùng năm, ông chính thức trúng cử Đại biểu Quốc hội Việt Nam khóa 15. Một tháng sau, ông trở thành Ủy viên thường trực của Ủy ban Quốc phòng và An ninh Quốc hội khóa 15.

## Khen thưởng
- Huy chương Chiến sĩ vẻ vang hạng Nhất, Nhì Ba
- Huy chương Quân kỳ quyết thắng

## Lịch sử phong quân hàm
| Năm thụ phong | 1989     | 1992      | 1995   | 1999     | 2004     | 2009      | 2015   | 2021        |
| ------------- | -------- | --------- | ------ | -------- | -------- | --------- | ------ | ----------- |
| Cấp bậc       | Trung úy | Thượng úy | Đại úy | Thiếu tá | Trung tá | Thượng tá | Đại tá | Thiếu tướng |

## Gia đình
Trần Đức Thuận và vợ Phan Thị Luyến là người cùng quê. Hai người có 2 người con, một trai và một gái.